# La Vie Electronique 5
La Vie Electronique 5 (LVE5) is een muziekalbum van Klaus Schulze, dat in 2010 voor de eerste keer als aparte set werd uitgegeven. Het bevat live-opnamen, af en toe is publiek te horen.
Schulze had in de jaren 70 zoveel inspiratie dat hij lang niet al zijn muziek kwijt kon in de reguliere uitgaven die toen via Virgin Records uitkwamen. Daarbij is zijn stijl in de afgelopen decennia nauwelijks gewijzigd, alhoewel de albums met zangeres Lisa Gerrard, die rond 2008 verschenen, een donkerder geluid laten horen. LVE5 laat live-opnamen horen uit het tijdperk, dat digitale toetsinstrumenten (nog) niet voorhanden waren en er gewerkt moest worden met de voorlopers van de synthesizer en de synthesizers zelf. Klaus Schulze zat tijdens concerten bijna geheel ingebouwd in de elektronische apparatuur. Delen van de opnamen van LVE5 waren eerder uitgegeven in de Jubilee Edition en The Ultimate Edition die in de jaren 90 verschenen, maar inmiddels uitverkocht zijn.
Volgens Schulzes gebruik in die jaren zijn het dus relatief lange stukken. 

## Musici
- Klaus Schulze – Synthesizers en apparatuur

## Composities

### Disc 1
1. Berlin Schöneberg (24:15)
  1. Heftige Passage (12:00)
  2. Ruhige Passage (12:15)
2. Vie de rêve (48:56)
  1. Le retour au pays (9:00)
  2. Des escargots qui vont à l’enterrement (16:06)
  3. Et la fête continue (4:37)
  4. Le miroir brisé (5:16)
  5. Le combat avec l’ange (11:00)
  6. Eteignez les lumières (2:56)

### Disc 2
1. Nostalgic echo (34:10)
  1. The creation of Eve (8:03)
  2. Portrait of Freud (2:06)
  3. Don Quixote (14:27)
  4. Solitude (3:45)
  5. Autumn sonata (8:40)
2. Titanische Tage
  1. The ram (5:11)
  2. The great paranoic (6:26)
  3. Soft watches (5:03)
  4. Impressions of Africa (6:39)
  5. The fallen angel (3:56)
3. For Barry Graves (15:38)

### Disc 3
1. The poet (52:48)
  1. Witness and wait (14:40)
  2. The poet of the body (22:20)
  3. The poet of the soul (18:47)
2. The Oberhausen Tape (23:04)
  1. Quelle idée de peindre une pomme (4:41)
  2. Et Picasso mange la pomme (12:02)
  3. Et la pomme lui dit merci (6:20)

## Aanvullende info
Disc een: Berlin Schönberg zijn opnamen voor de radio (15 december 1975), Vie de reve is opgenomen tijdens het concert op  21 april 1976 in Reims, Frankrijk. Disc twee is opgenomen tijdens concerten november 1976 in Brussel, de laatste track is een opname voor televisie (13 januari 1977). Disc drie is opgenomen tijdens concerten waarvan de plaats onbekend is, gedurende de periode oktober tot en met december 1976.